# 泣き虫ピエロの結婚式
『泣き虫ピエロの結婚式』（なきむしピエロのけっこんしき）は、2016年9月24日公開の日本映画。2014年に第4回「日本感動大賞」の大賞に選ばれた同名のノンフィクションが原作。
見習いピエロの女性と重病を患って余命僅かな男性とのラブストーリー。

## キャスト
- 志田未来：芹澤佳奈美
- 竜星涼：秋山陽介
- 高橋洋：鈴鹿晴彦
- おかやまはじめ：芹澤満男
- 岩橋道子：芹澤佳子
- 佐藤恒治：秋山洸一
- 粟田麗：秋山玲子
- 新木優子：稲葉真紀
- 螢雪次朗：勝俣忍

## スタッフ
- 監督：御法川修
- 原作：望月美由紀『泣き虫ピエロの結婚式』（リンダパブリッシャーズ）
- 脚本：田中洋史
- 音楽：フジモトヨシタカ
- クラウン技術指導：関しげみ
- MA：東映デジタルセンター
- ラボ：東映ラボ・テック
- プロデューサー：山本晃久、八尾香澄
- スーパーバイジングプロデューサー：久保田修
- ラインプロデューサー：佐藤幹也
- 配給：スールキートス
- 制作プロダクション：C&Iエンタテインメント
- 製作：映画『泣き虫ピエロの結婚式』製作委員会（C&Iエンタテインメント、カルチュア・エンタテインメント、パラダイス・カフェ、TBSサービス）